# كارلوس ويلسون
كارلوس ويلسون (بالإسبانية: Carlos Tomás Wilson)‏ (1 يناير 1889 روساريو الأرجنتين - 19 سبتمبر 1952 بوينس آيرس الأرجنتين) هو لاعب كرة قدم أرجنتيني سابق كان يلعب كحارس مرمى.